# 原口文仁
原口 文仁（はらぐち ふみひと、1992年3月3日 - ）は、埼玉県大里郡寄居町出身のプロ野球選手（捕手、一塁手、 外野手 ）。右投右打。阪神タイガース所属。

## 経歴

### プロ入り前
読売ジャイアンツ（巨人）の正捕手だった阿部慎之助への憧れが高じて、小学4年時に、軟式野球チームの寄居ビクトリーズ（現在のキングフィッシャーズ）で捕手として野球生活を始めた。埼玉県寄居町立城南中学校在学中には、寄居リトルシニア（現在の深谷彩北リトルシニア）で一塁手としてプレー。中学校からの卒業を機に、帝京高校（東京都板橋区）へ進学した。進学の決め手になったのは、中学3年時に世田谷西シニアとの試合で放った本塁打で、同チームの監督としてこの一打を目にした蓬萊昭彦（元・西武ライオンズ）が帝京高校硬式野球部監督（いずれも当時）の前田三夫に原口の入部を推薦したという。
帝京高校への進学を機に硬式野球部へ入ったが、部員向けの合宿所や寮が設けられていないことから、寄居町の実家から学校までの距離を片道2時間かけて東武東上線の始発電車で通学。授業と部活動を終えて23時（夜11時）過ぎに帰宅してからも、自宅裏に実父が作った打撃ケージで、深夜2時前まで練習していた。入部当初は二塁・三塁・外野とポジションを転々としていたものの、1年時の冬から捕手へ本格的に転向すると、3年夏の第91回全国高等学校野球選手権大会に東東京代表として出場。5番打者として、準々決勝までの3試合で通算打率.385を記録した。県立岐阜商業高校との準々決勝では最後の打者になったが、さまざまな投手の持ち味を活かせるリードが評価されて、大会終了後の日米親善高校野球大会にも日本代表の一員として出場した。ちなみに、硬式野球部の2学年先輩には中村晃と大田阿斗里、1学年先輩には杉谷拳士と髙島祥平、1学年後輩には山﨑康晃、2学年後輩には伊藤拓郎と松本剛がいる。
2009年のNPBドラフト会議で、阪神タイガースから6巡目で指名。契約金3000万円、年俸480万円（金額は推定）という条件で入団した。入団当初の背番号は52。

### 阪神時代

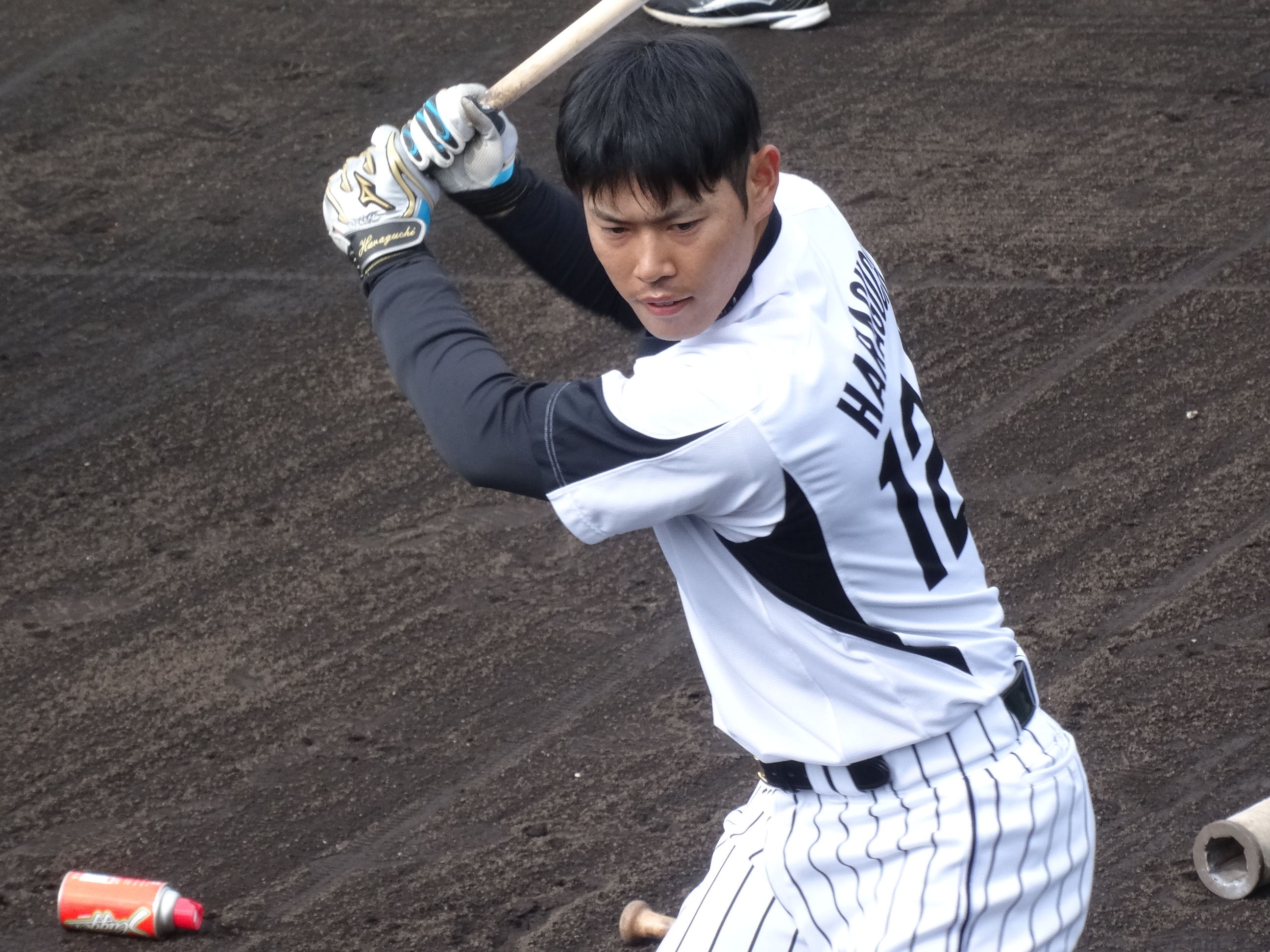
育成選手時代

2010年、ウエスタン・リーグ公式戦9試合に出場。打率.143（7打数1安打）という成績を残した。
2011年、ウエスタン・リーグ公式戦48試合に出場。打率は.329（79打数26安打）で打数が少ないながらも2本塁打、11打点という好成績を残した。
2012年、レギュラーシーズン開幕前の3月に椎間板性の腰痛で戦線を離脱。5月初旬に練習へ復帰した直後に、腰の故障が再発した。このような故障の影響で、ウエスタン・リーグ公式戦では、16試合の出場で打率.189（37打数7安打）、打点5という成績にとどまった。さらに、シーズン終了後には、自由契約選手の公示を経て育成選手契約へ移行。育成選手に関するNPBの規約に沿って、背番号を124に変更した。
2013年、4月のシートバッティング中に田面巧二郎からの死球で左手の尺骨を骨折。ウエスタン・リーグ公式戦では、17試合の出場で打率.263、2打点という成績を残した。シーズンの終了後には、育成選手の規約に沿って自由契約選手として公示された後に、改めて育成選手契約を結んだ。
2014年、ウエスタン・リーグ公式戦57試合に出場。打率.264、5本塁打、13打点を記録した。しかし、シーズン終了後に参加したフェニックス・リーグの試合で一塁へ出塁したところ、牽制球で帰塁したはずみで右肩の関節唇を痛めた。最初に診察した医師から右肩の手術を勧められるほどの重症であったが、後に別の医師からのセカンド・オピニオンを経て、手術を受けずに右肩を回復させている。シーズン終了後は、自由契約選手として公示を経て、11月13日に育成選手としての再契約に至った。
2015年、ウエスタン・リーグ公式戦で自己最多の59試合に出場。打率.220、4本塁打、11打点を記録したが、守備面では捕手としてマスクを被る機会はなく10試合で一塁を守っただけにとどまった。シーズン終了後の11月11日に3年連続で育成選手契約を更新したが、契約を更新する前の10月24日には、一軍監督へ就任したばかりの金本知憲の意向で一軍の秋季練習へ急遽参加。2012年までのチームメイト（当時は外野手）でありながら、プレーを共にする機会のなかった金本から付きっきりで打撃の指導を受けた。
2016年、春季キャンプ期間終盤の2月25日に一軍キャンプへ合流すると、オープン戦の途中まで一軍に帯同した。公式戦開幕後の4月27日付で3年ぶりに支配下登録選手へ復帰するとともに、背番号を94へ変更。当日の対読売ジャイアンツ（巨人）戦（阪神甲子園球場）5回裏に代打で一軍公式戦デビューを果たすと、捕手として守備に就いた後に、8回裏の第2打席で田口麗斗から一軍初安打を放った。4月28日の同カードでも、阪神の1点ビハインドで迎えた9回裏一死二・三塁の局面で代打に起用されると、澤村拓一からの犠飛で一軍初打点を記録している。なお、以上の2試合のみ、山田勝彦二軍バッテリーコーチ（背番号82）のユニフォームを借りて出場した。阪神球団が原口の支配下再登録と並行しながら出場選手登録をNPBに申請したことや、当該カード限定で阪神ナインが「輝流ラインユニフォーム2016（1975 - 1978年の阪神ホームゲーム用ユニフォームのリメイク版）」を特別に着用していたこととの兼ね合いで、復帰後の背番号94のユニフォームを手配できなかったことによる。4月29日の対横浜DeNAベイスターズ戦（甲子園）からスタメンマスクを任されると、5月4日の対中日ドラゴンズ戦（ナゴヤドーム）で一軍初本塁打を記録。5月には、月間通算で打率.380、5本塁打、17打点という好成績を残した末に、セントラル・リーグ（セ・リーグ）打者部門の月間MVPを受賞した。NPBの球団で育成契約を経験した野手では初の受賞で、阪神の捕手としては、第1回（1975年4月）の田淵幸一以来41年ぶりの快挙であった。5月11日の対巨人戦（甲子園）では、3回表に捕手として本塁上でタッチプレーを敢行した際に、セントラル・リーグ史上初のコリジョンルールの適用による警告を与えられた。5月12日の対巨人戦（甲子園）では、阪神の捕手としては2011年の城島健司以来5年ぶりにクリーンアップ（5番・捕手）でスタメンに起用。5月19日の対中日戦（甲子園）では、自身と同じく育成契約から支配下登録に復帰した田面とのコンビで、8回表に阪神の一軍公式戦史上初の「育成選手出身バッテリー」が実現した。さらに、9回裏の打席で、一軍初のサヨナラ適時打を打った。オールスターゲームには、育成契約を経験したNPB球団の捕手としては初めて出場メンバーに選出。7月27日の対東京ヤクルトスワローズ戦（甲子園）では4回無死一・二塁の打席で杉浦稔大から3点本塁打、同回一死満塁の打席で中島彰吾から2点適時打を放ち、球団で2003年5月31日の金本知憲以来となる1イニング5打点を記録した。同月31日の対中日戦（甲子園）では自身初となる阪神の4番打者（第97代目）として先発出場。阪神の捕手で4番の先発出場は1978年の田淵以来38年ぶり。その一方で、レギュラーシーズンの終盤には、右肩を痛めたことから一塁手や代打にも起用された。一軍公式戦全体では、107試合に出場。セ・リーグの最終規定打席には届かなかったものの、3割近い打率（.299）、2桁本塁打（11本）、46打点を記録した。捕手として登録されている阪神の野手が、レギュラーシーズンの一軍公式戦で2桁の本塁打を打った事例は、2010年の城島以来6シーズンぶりであった。このような活躍を背景に、シーズン終了後の契約更改では、育成契約の影響で480万円であった年俸が2200万円にまで増加。昇給率は358%で、更改時点では球団の歴代最高記録とされていた（金額・昇給率はいずれも推定）。
2017年、プロ入り後初めて春季キャンプを一軍でスタート。キャンプ終了直後の3月1日には一般女性との結婚を発表した。その一方で、春季キャンプ中には、捕手に加えて一塁の守備練習にも参加。前年の終盤に痛めた右肩での送球に不安が残ることや、前年までのレギュラー一塁手であった右の強打者マウロ・ゴメスが退団したことなどを背景に、オープン戦からもっぱら一塁手としてクリーンアップの一角を担っていた。レギュラーシーズンでは、捕手としての登録を続ける一方で、プロ入り後初めて公式戦を一軍でスタート。「5番・一塁手」としてスタメンに起用された4月6日の対ヤクルト戦（京セラドーム大阪）では、4-4の同点で迎えた延長11回裏の打席で杉浦稔大からシーズン初本塁打（ソロ本塁打）を打ったことによって、チームをサヨナラ勝ちに導いた。「野球人生で初めて」というサヨナラ本塁打で、阪神の選手としては、2015年5月27日の対東北楽天ゴールデンイーグルス戦で福留孝介が記録して以来のサヨナラ本塁打でもあった。しかし、オープン戦の終盤から打撃の調子が安定しないため、5月上旬からは自身と同じ捕手出身の右打者・中谷将大と交互に「5番・一塁手」へ起用される方針に変更。代打や捕手としての出場も再開したが、月を重ねる度に打率が下がるほど打撃不振が長引いたため、7月12日の対中日戦（甲子園）を最後にスタメンから外れた。8月26日に出場選手登録を抹消されると、左の脇腹を痛めた影響で、一軍へ復帰できないままシーズンを終了。このため、秋季キャンプでは、自身の希望で捕手の練習へ再び取り組んでいる。キャンプ後の契約交渉では、推定年俸2000万円（前年から200万円減）という条件で契約を更改した。
2018年、捕手に再び専念すると一軍公式戦82試合に出場。4月下旬から梅野隆太郎と交互に捕手として起用されたが、シーズン通算の得点圏打率が.455に達した。57試合で起用された代打での打率は.404で、通算打率（.315）を1割近く上回ったほか、この年に一軍公式戦で打った本塁打（2本）も全て代打で記録した。9月7日の対広島東洋カープ戦（MAZDA Zoom-Zoom スタジアム広島）では、8回表一死一・二塁からの代打起用でシーズン2号本塁打を打ったことによって、1982年の永尾泰憲に並ぶ球団歴代2位の一軍公式戦シーズン22安打を記録。左打者の桧山進次郎が2008年に達成した球団のシーズン代打最多安打記録（23安打）への到達も見込まれていたが、9月14日の対ヤクルト戦（甲子園）で左手第5中手骨を痛めたため、9月21日にこの年初めて出場選手登録を抹消された。一時はシーズン中の一軍復帰が困難と見られていたほどの重症であったにもかかわらず、シーズン最終盤の10月5日に再登録を果たすと、同日の対中日戦（甲子園）8回裏に代打で出場。笠原祥太郎が投じた初球で中前安打を打ったことによって、桧山の持つ球団記録に並んだ。以降も6試合で代打に起用されたものの、いずれもノーヒットで、球団記録の更新までには至らずシーズンを終えた。ちなみに、代打による一軍公式戦でのシーズン23安打は、右打者としての球団最多記録で、左打者を含めてもNPB歴代3位の記録でもある。
2019年、春季キャンプのスタートを二軍で迎える予定だったが、キャンプイン直前の1月24日に大腸癌を患っていることを自身のTwitter公式アカウントと球団を通じて公表。前年末に受診した人間ドックで判明したもので、シーズン中に実戦へ復帰することを目標に、患部の手術を受けたうえで治療に専念することを明らかにした。2日後（同月26日）の手術、2月上旬の退院、リハビリなどを経て、5月8日に中日とのウエスタン・リーグ公式戦（阪神鳴尾浜球場）8回裏に代打で実戦復帰を果たした。この試合から同リーグの公式戦18試合へ出場すると、「4番・指名打者」に起用された6月2日の対ソフトバンク戦（春日総合運動公園野球場）で復帰後初本塁打を記録した。セ・パ交流戦が開幕した6月4日にシーズン初の出場選手登録を果たすと、当日の対千葉ロッテマリーンズ戦（ZOZOマリンスタジアム）9回表一死三塁の局面で代打に起用。ジョシュ・レイビンから左翼フェンスを直撃する適時二塁打を放った。6月9日の対日本ハム戦（甲子園）でも、3-3の同点で迎えた9回裏二死一・二塁の場面で代打に起用されると、秋吉亮からサヨナラ適時打を記録。このサヨナラ打で、同月のセ・リーグサヨナラ賞を受賞した。代打での活躍に加えて、交流戦の期間中に指名打者としてのフル出場やや捕手としての起用も経験したことを背景に、オールスターゲームにもセ・リーグの「プラスワン投票」得票数1位で3年ぶりに出場。7月12日の第1戦（東京ドーム）9回裏二死一塁に代打で2点本塁打、「7番・指名打者」としてスタメンに起用された翌13日の第2戦（甲子園）2回裏の第1打席でソロ本塁打を打ったことによって、2試合にわたりながらも2打席連続本塁打を記録した。一軍の公式戦でも、8月4日の対広島戦（マツダ）で5回表二死一塁で代打に起用されると、九里亜蓮が投じた初球で復帰後初本塁打を打っている。レギュラーシーズン全体では、一軍公式戦43試合の出場で1本塁打、打率.276、11打点を記録。17試合でマスクをかぶったほか、チームのレギュラーシーズン3位で臨んだクライマックスシリーズでも、DeNAとのファーストステージ（横浜）全3試合および、巨人とのファイナルステージ（東京ドーム）2試合で代打に起用された。結局、一軍復帰後は登録を一度も抹消されず、シーズンの終了後にはホセ・ロペス（DeNA）と共にセ・リーグの特別賞を受賞した。
2020年、大腸がんの経過観察中ながら体調が安定していることなどを背景に、2018年の秋季以来2年ぶりにキャンプへ参加。春季キャンプとしては同年以来の一軍スタートで、大腸がんの手術後初めて練習に制限を設けないフルメニューへ臨んだ。オープン戦以降も一軍に帯同した結果、梅野・坂本誠志郎と交互にスタメンマスクを任せる矢野燿大監督の方針などを背景に、レギュラーシーズンの開幕を2年ぶりに一軍で迎えた。6月20日に巨人との開幕カード第2戦（東京ドーム）で「7番・捕手」としてスタメンに起用されると、4回表二死無走者で迎えた第2打席で、自身および阪神の野手としてのシーズン初本塁打を打った。6月27日の対DeNA戦（横浜）までは3試合でスタメンに起用されていたが、開幕からチーム随一の打撃成績を残している梅野の正捕手復帰を前提に捕手2人制へ移行したこともあって、この試合以降はベンチ入りを続けていながら一軍の公式戦から半月以上遠ざかっていた。捕手3人制へ戻った7月中旬から代打要員として一軍公式戦への出場を再開したものの、12試合の代打起用で10打数1安打と振るわず、8月17日付で出場選手登録を抹消された。抹消後はウエスタン・リーグ公式戦で打率.361を記録するほど好調で、梅野が9月17日の対巨人戦（東京ドーム）で右脇腹を痛めたことから、翌18日に梅野と入れ替わる格好で一軍に復帰。復帰後はスタメンマスクを再び任されているほか、梅野が戦線に戻った10月以降は、一塁手としてもスタメンに起用されている。
2021年、一軍にフルシーズン帯同していたため、レギュラーシーズン中の一軍公式戦には、前年を上回る56試合へ出場。主に代打で起用されたが、通算の打席数が前年を下回る58打席にとどまった。さらに、打撃面では通算打率.204、3打点と振るわず、一軍デビューを果たした2016年以降のシーズンでは初めての本塁打なしに終わった。捕手としての出場もわずか3試合で、矢野が前半に梅野・終盤に坂本へスタメンマスクを一任していたこともあって、原口が捕手としてスタメンへ起用される機会はなかった。一軍公式戦では捕手以外にも4試合で一塁の守備に就いていたが、「捕手以外のポジションで勝負してでも出場の機会を増やしたい」との思いから、秋季練習中のノックにはもっぱら一塁と外野で参加。12月10日に推定年俸2500万円（前年から300万円減）という条件で契約を更改した直後の記者会見で、翌2022年から捕手の登録を外れることを明言した。
2022年、ポジション登録を内野手に変更。「捕手以外の守備で経験を積ませたい」という首脳陣の方針で若手主体の「安芸組」へ振り分けられた春季キャンプでは、外野に加えて三塁の守備にも取り組み始めていた。キャンプ後の3月初旬にハムストリングを痛めた影響で、レギュラーシーズンの開幕を二軍での別メニュー調整で迎えたものの、4月中旬から実戦に復帰。ウエスタン・リーグで左翼手としての公式戦出場を初めて経験した後に、4月26日から一軍に昇格した。昇格後は、一軍公式戦5試合に出場。5月25日の対楽天戦（甲子園）では、一塁手としてスタメンに起用されていたジェフリー・マルテの負傷を受けて、2回表から9回表まで一塁を守った。同月29日の対ロッテ戦（ZOZOマリン）では「5番・指名打者」としてスタメンからのフル出場を果たしたものの、打撃面では5試合通算で10打数ノーヒットと振るわず、5月30日付で出場選手登録を抹消。抹消後は6月12日までウエスタン・リーグの公式戦に出場していたが、喉の痛みをきっかけにPCR検査を受診したところ、新型コロナウイルスに感染していることが翌13日に判明した。療養と再調整を経て、7月1日からウエスタン・リーグの公式戦で実戦に復帰。自身の復帰後も二軍の他の内野手に感染が相次いでいることを背景に、8月7日の対ソフトバンク戦（鳴尾浜）で公式戦初の三塁守備に就くと、同月9日の対オリックス戦（京セラドーム）では2打席連続で本塁打を放った。一軍でも8月の長期ロード中に主力選手の感染が次々と確認されていることから、NPBが定める「感染拡大防止特例2022」に沿って、感染者の代替選手として同月10日から一軍へ再登録。8月14日の対中日戦（京セラドーム）8回裏に、一軍公式戦でのシーズン初安打を代打で記録した。一軍でのシーズン初安打までに要した試合は8試合で、阪神への入団後に一軍公式戦へ出場したシーズンでは最も遅く、8月にまで持ち越されたことも初めてである。もっとも、チームが8連敗で迎えた8月18日の対ヤクルト戦（神宮）に「5番・一塁手」としてスタメンに起用されると、一軍公式戦としては2年（665日）ぶりの本塁打を含む2安打を記録。同月だけで打率.381（21打数8安打）を記録すると、先発投手の左右を問わず「5番・一塁手」としてスタメンに定着した9月には、月間打率が.405（37打数15安打）にまで達した。レギュラーシーズン全体では、一軍公式戦への出場こそ一軍デビュー後最少（33試合）にとどまったものの、捕手登録の前年を軒並み上回る打撃成績（打率.324、2本塁打、10打点、OPS.827）でチームのクライマックスシリーズ（CS）進出に貢献。CSでは、10月10日にDeNAとのファーストステージ第3戦（横浜）でチームをステージ突破に導く決勝打を放ったが、ファイナルステージを含めた全6試合の出場（5試合のスタメン起用）で通算18打数2安打と振るわずにシーズンを終えた。なお、CSの後に参加した秋季キャンプからは、一軍の実戦で就く機会のなかった左翼の守備練習を再開。キャンプ終了後の11月29日に、推定年俸3100万円（前年から600万円増）という条件で契約を更改した。さらに、日本ハムとオリックスを経て2017年からチームへ加わっていた外野手の糸井嘉男が、41歳で現役を引退。このような事情から、自身と同年齢（契約更改の時点では31歳）の梅野と共に、チーム内の現役選手としては最年長の野手になった。
2023年、春季キャンプを2年ぶりに一軍で過ごすと、キャンプ中からの好調を背景に、レギュラーシーズンも2年ぶりに一軍でスタート。4月2日にDeNAとの開幕カード第3戦（京セラドーム大阪）8回裏二死二塁から代打に起用されたところ、チームのレギュラーシーズン初本塁打をエドウィン・エスコバーからの2点本塁打で記録した（詳細後述）。以降もセ・パ交流戦の直前まで代打限定の起用が続いたものの、実際には打率が1割台に低迷していて、交流戦の前半には二軍での調整を余儀なくされた。
2024年は5月16日の対中日戦（バンテリンドーム ナゴヤ）で2018年6月1日の対埼玉西武ライオンズ戦以来6年ぶりとなる4番打者で先発出場。6回一死一・二塁の打席で根尾昂からシーズン初本塁打、及び4番打者として初本塁打・初打点となる3点本塁打を放つなど、自身8年ぶりの1試合4打点を記録。6月14日の対福岡ソフトバンクホークス戦（みずほPayPayドーム福岡）では4回一死に二盗を成功させ、2016年9月7日の対巨人戦（甲子園）以来8年ぶりとなるプロ通算2個目の盗塁を記録した。シーズン通算では52試合に出場し、打率.241、2本塁打、9打点を記録。11月12日、出場機会を求め同年に取得した国内FA権を行使することを表明した。しかし、12月12日に900万円増となる推定年俸4000万円で阪神に残留することが発表された。
2025年からは 外野手に挑戦しており、オープン戦ではプロで初めて左翼の守備についた。

## 選手としての特徴
遠投100メートル、本塁・二塁間の送球が1.8秒台という強肩の持ち主。2012年までのチームメイトの金本知憲が一軍監督として阪神に復帰した直後（2015年11月）の秋季キャンプでは、支配下登録選手の北條史也と並んで、首脳陣から同キャンプのMVPに選ばれた。
打者としては、力強いスイングが特徴。2016年の支配下再登録後は、一軍公式戦のスタメンで、4番打者や5番打者といったクリーンナップに起用されることがある。
育成選手時代の2014年・2015年には、前述した故障の影響で、二軍の対外試合に一塁手としてスタメンで起用されることがあった。しかし、阪神の捕手や野球解説者として原口のプレーを見てきた矢野燿大が2015年のシーズン終了後に「一軍作戦兼バッテリーコーチ」として復帰したことを機に、矢野に対して「（自分は）捕手で勝負したい」と直訴。矢野も、原口を「野球へ熱心に取り組む努力型の選手」として評価していたことから、その直訴を受け入れた。支配下再登録を経て一軍に昇格した2016・2017年にも、一軍の公式戦で他の捕手がスタメンマスクを担う場合に、一塁手としてスタメンへ同時に起用されることがあった。金本の監督最終年だった2018年には捕手に再び専念していたものの、矢野が金本から一軍監督を引き継いだ2019年以降は捕手として起用される機会が少なく、本人も2021年のシーズン終了後に一塁手や外野手として出場機会を増やす意向を示すに至った。現に、矢野が監督職を退任する意向を春季キャンプの直前から表明していた2022年シーズンには内野手として登録されていて、レギュラーシーズン中の公式戦では一・二軍とも捕手として起用される機会がなかった。その一方で、チームが不測の事態（スタメンに起用していた捕手の試合中での負傷など）へ見舞われた場合に、捕手として急遽マスクをかぶる余地も残している。
2022年から捕手登録を外れたことを機に、打撃フォームを改造。「少ない打席のワンスイングで投球を仕留める」という確実性を強く意識した結果、ノーステップに近い打法へ変えるとともに、現役時代後半の関本賢太郎（かつてのチームメイト）さながらにコンパクトな構えでバットを改造前より短く持つようになった。

## 人物
愛称は「グッチ」、「フミ」。
原口と同じく、2010年に阪神へ入団した城島を「（捕手としての）生きた教材」「師匠」として尊敬している。城島が阪神で現役を引退した2012年までは、城島の自主トレーニングに同行したり、城島に積極的に質問することもあった。その縁で、支配下登録への復帰と一軍への初昇格を同時に果たした時には、野球界を離れていた城島に連絡したという。
ちなみに、阪神で2020年まで長らくバッテリーを組んでいた能見篤史（2021年にコーチ兼任でオリックスへ移籍した後に2022年限りで現役を引退した左投手）や、複数の野球解説者からは「プレーや仕草が城島にそっくり」と評価されている。
2011年まで投手として阪神に在籍した下柳剛や、2019年まで阪神で二軍監督などを務めた掛布雅之からも、野球人生を変えるほど多大な影響を受けている。下柳からはウエスタン・リーグの公式戦でバッテリーを組むたびに、捕手として必要な知識を数多く伝えられたという。打撃でのインパクトのタイミングに苦慮した際には、現役時代の掛布の経験談を基に、素振りを徹底することで打撃フォームを固めた。本人によれば、「育成選手時代の2015年に金本さんから一軍の秋季練習に呼ばれたこと（詳細前述）が、この世界（NPB）で自分が得られる最後のチャンスだった」とのことで、「甲子園球場のバックスクリーンを背に金本さんから打撃指導を受けている写真を、入団当初から自分をずっと取材してきた『日刊スポーツ』大阪本社カメラマン（当時）の河南真一さん（在職中の2018年に56歳で急逝）に撮影してもらえたことも忘れられない」という。
一軍に昇格した2016年からは、サヨナラ適時打を打った5月19日の対中日戦を皮切りに、ヒーローインタビューで「必死のパッチ」（矢野や関本が阪神の現役選手時代に多用していた決め台詞）を披露していた。その一方で、2018年12月19日に開催されたファンとの交流イベントでは、「必死のパッチ」に代わるヒーローインタビューの決め台詞を参加者から募集。原口自身が厳選したうえで、自身の苗字（原口）から「必死の"グッチ"（で打ちました）!」というフレーズを、2019年の一軍復帰後から使用している。
帝京高校3年時の秋（2009年のNPBドラフト会議で阪神から指名された直後）に地元（埼玉県寄居町）の野球教室へ参加した際に知り合った1学年後輩の女性と、8年近くにわたる交際を経て2017年に結婚。結婚後に2人の女児を授かっている。矢野や関本がそのことを承知で「自分の娘の結婚相手は原口しかいない」と繰り返し公言するほど、阪神の関係者や報道陣からの人望が厚い。
阪神の一軍に定着してからは、マネジメント業務をオフィスS.I.Cに委託。2018年には、代打による一軍公式戦でのシーズン最多安打の球団記録を樹立したことを受けて、「FUMIHIT」ブランドのTシャツやマフラータオルが同社から発売された。
阪神へ入団した2010年から2022年までは、対外試合で打席に入る際の登場曲を、5度の変更を経ながら毎年設定していた（詳細後述）。2023年には過去に使用していなかった楽曲から選ぶことを予定していたが、「使用を希望していた楽曲の著作権の所在が判明しなかった」とのことで、実際には登場曲を設定していない。本人はその理由として、NPBが新型コロナウイルス感染拡大防止策の一環で2020年から3シーズン禁止してきた「試合会場（球場）での声出し応援（声援）」が2023年シーズンから解禁されることを踏まえて、「『登場曲に良い』と思えそうな楽曲が見付かるまでは、大腸がんを克服したうえで一軍への復帰を果たした2019年のように、ファンの声援を背に戦う」との考えに至ったことを明かしている。
支配下復帰後の2016年からつける背番号94には「世に出させてもらった番号（この番号で一軍デビューできた）」という理由で強い愛着を持っており、フロントから変更を打診された際には固辞している。

## エピソード

### NPBオールスターゲームへの出場
2016年のオールスターゲームファン投票では、各球団からのノミネート選手登録時点（4月中旬）でノミネート対象外の育成選手であったため、投票用紙のマークシートに原口の名前が掲載されなかった。原口への投票にはノミネート外選手用の空欄（1名分）に原口の氏名を書き込むか、1人1日1回限定のインターネット投票で選手リストから原口の項目を選ぶ必要があったが、第1回の中間発表（6月1日）時点で得票数がセ・リーグ捕手部門の2位に到達。第2回の中間発表（同月7日）で1位に浮上すると、最終中間発表（同月20日）まで1位の座を維持した。最終発表の得票数で中村悠平（東京ヤクルトスワローズ）に逆転されたため、ファン投票による選出には至らなかったが、ノミネート外選手としては異例の17万4,556票を獲得。結局、チームメイトの藤浪晋太郎・岩貞祐太と共に、監督推薦選手として出場した。
なお、翌2017年のファン投票では、阪神球団からのノミネート選手として一塁手部門に名を連ねた。しかし、得票数で4位にとどまったことなどから、2年連続の出場に至らなかった。
2018年以降は再びノミネートの対象から外れているが、第2戦を甲子園球場で開催した2019年には、ファン投票を通じて再び出場権を得た。大腸がんの手術から短期間で一軍公式戦への出場にこぎ着けたことなどを背景に、前年から復活した「プラスワン投票」（セ・パ両リーグの未選出選手からファン投票を通じて出場選手を両リーグで1名ずつ追加する制度）で、セ・リーグの得票数1位になったことによる。さらに、第1戦の代打本塁打によって、敢闘選手賞を受賞。2試合を通してファンに夢と感動を届けた選手に贈られるマイナビ賞と、オールスターゲームの期間中にTwitter上で最も注目された選手に贈られるTwitter賞も受賞した。ちなみに2019年には、梅野も阪神球団からのノミネートを経て、セ・リーグ捕手部門のファン投票1位選手として出場。第2戦では、「8番・捕手」としてスタメンに起用されると、2回裏の第1打席でソロ本塁打を放った。

### 報道などで取り上げられたプレー
捕手としてスタメンで出場した2016年5月11日の対巨人戦（甲子園）では、3回表二死二塁で中堅手の大和が脇谷亮太の安打を処理すると、本塁の前に立っていた原口に向けてワンバウンドで返球した。この返球がショートバウンドで三塁側に逸れたことから、原口は左足を本塁方向に広げながら本塁をまたぐ格好で捕球すると、二塁から本塁へ走り込んできた小林誠司に対して本塁の手前でタッチプレーを敢行。このプレーに対して、球審の嶋田哲也は、小林にタッチアウトを宣告した。しかし、審判団の判断でビデオ判定を実施した結果、審判団は（この年からNPBで導入されたばかりの）コリジョンルールを適用。「原口による一連の動作は、コリジョンルールで禁止している（小林の）走路妨害に該当する」として、小林のセーフと得点を認める一方で、原口に警告を与えた。セントラル・リーグの公式戦で、コリジョンルールの適用によって球審のジャッジが覆った事例は、この時が初めてである。責任審判の杉永政信二塁塁審は、嶋田のジャッジをビデオ判定で変更した理由を、「コリジョンルールの下では、走者が塁上にいる場合に、捕手は本塁上であらかじめ走者の走路を空けておかなければならない。（リプレー映像で検証した限りでは）原口は、大和からの返球を待っている時点で（小林の）走路上に立っていた」と説明。原口自身は試合後に、「自分の感覚では、（大和からの返球を）しっかり捕ってから、身体を後方に流しながら（小林への）タッチに行った。（今後はコリジョンルールに）対応していきたい」と述べた。
2018年5月15日の対DeNA戦（甲子園）では、0対0で迎えた6回裏二死満塁で代打に起用。左腕投手エドウィン・エスコバーが胸元へ投じた148km/hの速球にバットを折られながらも、先制の2点適時二塁打を打ってチームの勝利に貢献した。「三塁側のファウルゾーンにハーフライナーで飛んだ打球が、スライス回転さながらに大きく曲がったあげく、左翼前のフェアゾーンへ落ちる」という珍しい軌道の二塁打で、後に流体工学の専門家が分析したところによれば、「バットが折れたことによってカルマン渦が発生したために、サッカーの無回転シュートや卓球の無回転サーブと同じ原理で、打球が無回転の状態で外野まで飛んだ」とされる。
2022年セントラル・リーグのクライマックスシリーズでは、DeNAとのファーストステージ（横浜）全試合および、ヤクルトとのファイナルステージ（神宮）全3試合中2試合で「5番・一塁手」としてスタメンに起用。10月12日のファイナルステージ第1戦では、チームの3点ビハインドで迎えた2回表無死二塁の場面で打席に立ったところ、ヤクルトの先発投手・小川泰弘がフルカウント（3ボール2ストライク）から13球目に投じた低めのフォークボールにバットを出した。原口のバットは手首が返る前に止まったかに見えたが、球審の白井一行が一塁塁審の山路哲生に判断を仰いだところ、山路は「（手首が返った状態での）ハーフスイング」と判定。原口はこの判定によって「空振り三振」とみなされたため、山路の判定に対して怒りの感情を露わにした。一方の白井は、原口が2回裏に一塁の守備へ就く際に、原口を慰め励ますかのように背中を軽く叩いた。いずれも公式戦では珍しい光景で、原口はこの試合に最後まで、第2戦にスタメンで途中まで出場。チームが2連敗で迎えた第3戦（10月14日）では2点ビハインドの9回表二死無走者の局面で代打に起用されたが、スコット・マクガフの前に空振り三振を喫したため、チームのステージ敗退と（自身の意向でこの年限りでの監督退任を発表していた）矢野の指揮終了が決まった。
2023年のレギュラーシーズン開幕カード第3戦（4月2日に京セラドーム大阪で催された対DeNA戦）では、DeNAが左投手のエドウィン・エスコバーを登板させた8回裏に、3番打者・島田海吏が初球をストライクと判定されたところで岡田彰布（矢野の後任として15年ぶりに復帰した監督）から代打に起用された。阪神の2点リードで二死無走者の局面から四球で出塁していた2番打者・中野拓夢が島田（いずれも左打者）への1球目に二塁への盗塁を成功させたことで、追加点を得る可能性が高まったことを受けての起用だったが、実際にはエスコバーが投じた初球（154km/hのストレート）でレギュラーシーズンにおける一軍のチーム初本塁打を記録。この一打によって、チームの開幕カード3連勝を決定付けた。2023年の阪神には、以降の試合でも「二死ながら四球が絡んだ局面で、岡田が繰り出す采配に選手が応えることが得点や勝利に結び付く」という展開が相次いでいることから、上記の本塁打についても後日の報道で「このような展開を象徴するシーン」として改めて評価されている。

### 大腸がんの公表
大腸がんを患っていることを公表した2019年1月24日には、この日から公開を始めたTwitter上の公式アカウントで、直筆の文章が記された画像を通じて以下のメッセージを最初のツイートとして発信している。
「いつも応援して頂きありがとうございます。皆様にご報告があります、昨年末、人間ドックを受診したところ、ガンと診断されました。しかし、今は、プロ野球選手という立場でこの病気になった事を自分の使命だとも思えます。同じガン患者の方々、またそのご家族の方々にとって少しでも夢や希望となるよう精一杯、治療に励みたいと思っています。今後の予定としては近日中に手術を受け、そのあとリハビリに励んで早期の実戦復帰を目指します。僕には、大切な家族や応援してくださるファンの方々、ともに闘う仲間がいます。常に前だけを向いて進んでいきます。どうか、これからも応援の程宜しくお願い申し上げます」。
この告白によって、原口や阪神のファンはもとより、球界や他球団ファン・メディア関係者からも原口を応援するメッセージが数多く寄せられた。阪神から2008年に広島へ移籍した後に、胃がんの発見（2016年末）・手術（2017年1月）を経て広島で一軍復帰を目指していた赤松真人は、「（原口の公表には）びっくりしましたが、僕が（実戦に復帰）できているんだから彼もできる」という表現でエールを送った。自身が一軍への復帰を果たした一方で、赤松が現役からの引退を発表した2019年9月7日には、このエールに対する謝意を込めて「赤松さんが元気に野球をやられているのを見て、すごく励みになった。（おかげで）自分（の気持ちが）がもう1回前向きになれたので、これからも僕が頑張ることが（赤松への）恩返しになる」というコメントを出している。

### 大腸がんの手術から一軍へ復帰するまでの経緯
原口は、上記のツイートを発信した直後（2019年1月末）に大腸がんの手術を受けると、同年3月7日から二軍でトレーニングを再開した。5月6日から、ウエスタン・リーグの公式戦で実戦に復帰。代打として最初に出場した対中日戦では、記録は右飛ながら、フルスイングで鳴尾浜球場のフェンス際に大きな飛球を打った。さらに、チームがこの試合でサヨナラ勝利を収めたことから、試合後のマイクパフォーマンスでは観衆に向けて「野球はやっぱり楽しい」とのコメントを残した。翌7日の同カードでは、「5番・指名打者」としてのスタメン起用で復帰後初安打を記録。5月10日の対オリックス戦で復帰後初マスク、15日の対ソフトバンク戦で復帰後初のスタメンマスク、17日の対広島戦で赤松との同時出場、19日の同カードで「5番・一塁手」として復帰後初のフル出場などを経験した後に、大腸がんの公表から131日目に当たる6月4日付で一軍へ復帰した。
復帰当日の対ロッテ戦では、代打で適時打を打ったことに加えて、チームが大勝したことからヒーローインタビューにも登場。「『一軍は素晴らしい舞台だな』と改めて思った」「これからが（自分にとって）野球人生のリスタート」などと語った。その一方で、復帰に合わせて公表された手記では、「どれだけ長い時間眠っても眠気やアクビが止まらない」といった身体の違和感に2017年の6月頃からずっと悩まされていたことを初めて告白。自身の希望で2018年末に受診した人間ドックで身体に異常が見られたことから、2019年の1月に大腸の内視鏡検査を受けたところ、がん細胞がすぐに見付かったことも明かしている。
さらに、2019年シーズン終了後の11月24日に、自身の希望で記者会見を実施。大腸がんが判明した時点でステージ3Bにまで進行していたものの、医師の判断によって手術が終了するまで告知を見送られていたことや、抗がん作用のある錠剤で手術後半年以上にわたって服薬治療を続けていたことや、手術後も半年に1回の定期検診を通じて5年間の経過観察を要する状況であることなどを初めて公表した。
ちなみに、がんの宣告を受けたのは1月8日で、オールスターゲーム・プラスワン投票結果の発表当日（7月9日）まで治療が続いたという。また、母校の埼玉県寄居町立城南中学校では、大腸がんの判明から実戦復帰を果たすまでの経緯や野球人生をまとめた冊子を独自に作成。12月22日に原口の講演会を校内で開催する前に、全学年全クラスで道徳科目の教材に用いていた。
2021年11月29日には、小学生時代から同年のレギュラーシーズン途中までの野球人生や、大腸がんの症状が現れてからの経過などを綴った自身初の著書をベースボール・マガジン社から発売。大腸がんの手術を受けてからの目標を「一軍の公式戦で甲子園球場のバッターボックスへ再び立つこと」に置いていたことを踏まえて、『ここに立つために』というタイトルを付けた。
2024年1月23日に、自身のX（旧Twitter）にて大腸がんが完治したことを報告し、ファンや関係者への感謝を述べた。

### がんの早期発見・治療に向けた啓発とチャリティー活動
26歳という若い年齢で大腸がんを発症したプロ野球選手の使命として、手術・退院後の2019年3月4日には、がんの早期発見・早期治療の重要性を啓発する活動に取り組むことを表明。入院中に関係者から見舞い品として贈られたブレスレットと同じ製品を、大腸がん啓発チャリティーグッズ「グッチブレス」として発売したうえで、利益の全額を日本国内のがん患者支援団体へ寄付することも発表した。
活動の名称は「Move On!～トモニミライへ～」で、「グッチブレス」のデザインにも採用。マネジメントを委託しているS.I.Cからは、売上金の一部を上記の団体に寄付する目的で、「Move On!」「必死のグッチ」というロゴ入りグッズも順次販売されている。2019年11月21日には、神戸市内の小児がんケア施設「チャイルド・ケモ・ハウス」を訪問するとともに、上記のグッズの収益金に自身のポケットマネーを加えた寄付金を初めて贈呈。この訪問がきっかけで、大腸がん判明からの詳しい経緯を公表すること（前述）を決めたという。
2020年には、大腸がんの手術後に療養で滞在していた和歌山県西牟婁郡すさみ町で、春季キャンプ前の1月18日に「チャリティーラン」を開催。上記のグッズの利益とは別に、レギュラーシーズンの一軍公式戦で記録した安打と打点の総数に1万円を乗じた額の寄付金を、シーズン終了後に「チャイルド・ケモ・ハウス」へ提供している。
2020年3月からは、アフラックのテレビCM「櫻井翔の取材ノート」に出演。同社の公式サイトにも、体験談 が公表されている。同年7月27日付で、金哲彦・上原彩子・麻倉未稀と共に、日本対がん協会から「東京マラソン2021」のチャリティ・アンバサダーを委嘱。2021年には、『Changeの瞬間 〜がんサバイバーストーリー〜』（朝日放送ラジオ）の2月14日・21日放送分に「がんサバイバー」（ゲスト）として出演したほか、毎日放送（MBS）が12月22日にインターネット上で開催した「ちゃやまちキャンサーフォーラム　オンライン2021」（がん検診受診啓発キャンペーン「MBS Jump Over Cancer」の一環で2015年から毎年1回開催しているフォーラムの第7回）に「大腸がんサバイバー」の代表（特別ゲスト）として参加した。
阪神球団では、以上の社会貢献活動を高く評価したうえで、2022年度（第11回）の「若林忠志賞」（野球人として優れた見識を持ちながら社会貢献活動やファンサービスへ取り組み続ける選手に授与する賞）に原口を選出している。

## 詳細情報

### 年度別打撃成績
| 年 度     | 球 団     | 試 合 | 打 席 | 打 数 | 得 点 | 安 打 | 二 塁 打 | 三 塁 打 | 本 塁 打 | 塁 打 | 打 点 | 盗 塁 | 盗 塁 死 | 犠 打 | 犠 飛 | 四 球 | 敬 遠 | 死 球 | 三 振 | 併 殺 打 | 打 率 | 出 塁 率 | 長 打 率 | O P S |
| --------- | --------- | ----- | ----- | ----- | ----- | ----- | -------- | -------- | -------- | ----- | ----- | ----- | -------- | ----- | ----- | ----- | ----- | ----- | ----- | -------- | ----- | -------- | -------- | ----- |
| 2016      | 阪神      | 107   | 364   | 318   | 38    | 95    | 16       | 0        | 11       | 144   | 46    | 1     | 2        | 2     | 3     | 26    | 0     | 15    | 52    | 8        | .299  | .376     | .453     | .829  |
| 2017      | 阪神      | 73    | 216   | 186   | 16    | 42    | 12       | 0        | 6        | 72    | 25    | 0     | 0        | 1     | 2     | 22    | 0     | 5     | 36    | 10       | .226  | .321     | .387     | .708  |
| 2018      | 阪神      | 82    | 124   | 111   | 8     | 35    | 2        | 0        | 2        | 43    | 19    | 0     | 0        | 0     | 0     | 8     | 1     | 5     | 27    | 1        | .315  | .387     | .387     | .774  |
| 2019      | 阪神      | 43    | 94    | 87    | 8     | 24    | 4        | 0        | 1        | 31    | 11    | 0     | 0        | 0     | 2     | 4     | 0     | 1     | 23    | 3        | .276  | .309     | .356     | .665  |
| 2020      | 阪神      | 48    | 78    | 72    | 5     | 20    | 3        | 0        | 3        | 32    | 19    | 0     | 0        | 0     | 0     | 5     | 1     | 1     | 16    | 2        | .278  | .333     | .444     | .778  |
| 2021      | 阪神      | 56    | 58    | 49    | 3     | 10    | 2        | 1        | 0        | 14    | 3     | 0     | 0        | 0     | 0     | 5     | 0     | 4     | 12    | 0        | .204  | .328     | .286     | .613  |
| 2022      | 阪神      | 33    | 83    | 71    | 5     | 23    | 2        | 0        | 2        | 31    | 10    | 0     | 0        | 1     | 2     | 9     | 0     | 0     | 5     | 1        | .324  | .390     | .437     | .827  |
| 2023      | 阪神      | 54    | 56    | 52    | 2     | 10    | 1        | 0        | 2        | 17    | 8     | 0     | 0        | 0     | 0     | 3     | 0     | 1     | 18    | 2        | .192  | .250     | .327     | .577  |
| 2024      | 阪神      | 52    | 65    | 58    | 5     | 14    | 1        | 0        | 2        | 21    | 9     | 1     | 0        | 0     | 0     | 5     | 0     | 2     | 14    | 0        | .241  | .323     | .362     | .685  |
| 通算：9年 | 通算：9年 | 548   | 1138  | 1004  | 90    | 273   | 43       | 1        | 29       | 405   | 150   | 2     | 2        | 4     | 9     | 87    | 2     | 34    | 203   | 27       | .272  | .347     | .403     | .751  |

- 2024年度シーズン終了時

### 年度別守備成績
捕手守備
| 年 度 | 球 団 | 捕手  | 捕手  | 捕手  | 捕手  | 捕手  | 捕手     | 捕手  | 捕手     | 捕手     | 捕手     | 捕手     |
| 年 度 | 球 団 | 試 合 | 刺 殺 | 補 殺 | 失 策 | 併 殺 | 守 備 率 | 捕 逸 | 企 図 数 | 許 盗 塁 | 盗 塁 刺 | 阻 止 率 |
| ----- | ----- | ----- | ----- | ----- | ----- | ----- | -------- | ----- | -------- | -------- | -------- | -------- |
| 2016  | 阪神  | 87    | 568   | 49    | 3     | 5     | .995     | 7     | 73       | 56       | 17       | .233     |
| 2017  | 阪神  | 1     | 1     | 0     | 0     | 0     | 1.000    | 0     | 0        | 0        | 0        | ----     |
| 2018  | 阪神  | 32    | 103   | 10    | 0     | 1     | 1.000    | 1     | 16       | 13       | 3        | .188     |
| 2019  | 阪神  | 17    | 70    | 11    | 0     | 1     | 1.000    | 1     | 10       | 7        | 3        | .300     |
| 2020  | 阪神  | 14    | 63    | 5     | 0     | 0     | 1.000    | 0     | 10       | 9        | 1        | .100     |
| 2021  | 阪神  | 3     | 8     | 0     | 0     | 0     | 1.000    | 0     | 0        | 0        | 0        | ----     |
| 通算  | 通算  | 154   | 813   | 75    | 3     | 7     | .997     | 9     | 109      | 85       | 24       | .220     |

内野守備
| 年 度 | 球 団 | 一塁  | 一塁  | 一塁  | 一塁  | 一塁  | 一塁     |
| 年 度 | 球 団 | 試 合 | 刺 殺 | 補 殺 | 失 策 | 併 殺 | 守 備 率 |
| ----- | ----- | ----- | ----- | ----- | ----- | ----- | -------- |
| 2016  | 阪神  | 9     | 84    | 11    | 1     | 4     | .990     |
| 2017  | 阪神  | 53    | 360   | 36    | 4     | 32    | .990     |
| 2018  | 阪神  | 3     | 6     | 0     | 0     | 0     | 1.000    |
| 2019  | 阪神  | 5     | 48    | 3     | 1     | 4     | .981     |
| 2020  | 阪神  | 3     | 14    | 0     | 0     | 4     | 1.000    |
| 2021  | 阪神  | 5     | 7     | 0     | 1     | 0     | .875     |
| 2022  | 阪神  | 20    | 123   | 11    | 3     | 8     | .978     |
| 2023  | 阪神  | 1     | 3     | 0     | 0     | 0     | 1.000    |
| 2024  | 阪神  | 5     | 31    | 2     | 0     | 1     | 1.000    |
| 通算  | 通算  | 104   | 676   | 63    | 10    | 53    | .987     |

- 2024年度シーズン終了時

### 表彰
- 月間MVP：1回（打者部門：2016年5月） ※育成枠経験の野手の受賞は史上初[24]
- 月間サヨナラ賞：1回（2019年6月）
- オールスターゲーム敢闘選手賞：1回（2019年第1戦）
- オールスターゲーム マイナビ賞：1回（2019年）
- オールスターゲーム Twitter賞：1回（2019年）
- セ・リーグ 連盟特別表彰：1回（リーグ特別賞：2019年）
- サンスポMVP大賞：1回（2016年）[163]

### 記録
初記録
- 初出場・初打席：2016年4月27日、対読売ジャイアンツ5回戦（阪神甲子園球場）、5回裏に清水誉の代打で出場、田口麗斗から中飛
- 初安打：同上、8回裏に田口麗斗から左前安打
- 初打点：2016年4月28日、対読売ジャイアンツ6回戦（阪神甲子園球場）、9回裏に澤村拓一から中犠飛
- 初先発出場：2016年4月29日、対横浜DeNAベイスターズ6回戦（阪神甲子園球場）、「7番・捕手」で先発出場
- 初本塁打：2016年5月4日、対中日ドラゴンズ8回戦（ナゴヤドーム）、4回表に吉見一起から左越3ラン
- 初盗塁：2016年9月7日、対読売ジャイアンツ21回戦（阪神甲子園球場）、4回裏に二盗（投手：田口麗斗、捕手：小林誠司）

その他の記録
- オールスターゲーム出場：2回（2016年、2019年）

### 背番号
- 52（2010年 - 2012年）
- 124（2013年 - 2016年4月26日）
- 94（2016年4月27日 - ）

### 登場曲
- 「Daydreamer」YUI（2010年 - 2015年）
- 「Another Heart Calls (featuring The Pierces)」オール・アメリカン・リジェクツ（2016年 - 2017年）
- 「The Half」DJ SNAKE（2018年 - 2019年）
- 「SOS」アヴィーチー（2020年）
- 「アンコール」YOASOBI（2021年）
- 「TOES (feat.Lil Baby/Moneybagg Yo)」DaBaby（2022年）
  - 2023年には、前述した事情や意向から登場曲を設定していない。

## 関連情報

### 著書
- 『ここに立つために - 26歳で大腸がんになったプロ野球選手』（2021年11月29日初版発売、発行：ベースボール・マガジン社、ISBN 978-4583113869）

### 出演番組・作品
出演番組については、定期的に登場している番組のみ記載。

#### テレビ番組
- 夢対決!とんねるずのスポーツ王は俺だ!スペシャル（テレビ朝日）
  - 日本シリーズの終了後に新旧のNPB選手を交えて首都圏のNPB球団本拠地で収録される「リアル野球BAN」で、とんねるずの石橋貴明（帝京高校硬式野球部での先輩）が率いる「チーム帝京」（2020・2021年）→「石橋ジャパン」（2022年以降）に参加。
    - 大腸ガンの手術から実戦に復帰した2020年のシーズン中に、「セ・リーグの個人タイトル獲得」か「チームのセ・リーグ優勝（またはリーグ2・3位からの日本シリーズ制覇）」を達成することを条件に、石橋から「チーム石橋」（当時）への参加を打診。実際にセ・リーグから特別賞を授与されたため、「かねてからの念願だった」という「リアル野球BAN」でのデビューに至った[164]。

#### 映画
- 「阪神タイガース THE MOVIE 猛虎神話集」（2020年2月、KADOKAWA）
  - 阪神タイガース創設85周年記念企画の一環で制作されたドキュメンタリーで、球団史を彩る「代打の神様」を扱ったパートに、公開時点での現役選手を代表してインタビュー出演。2019年の対日本ハム戦に代打でサヨナラ安打を放ったシーン（前述）の映像も使われている。

#### テレビCM
- アフラック「櫻井翔の取材ノート」（2020年3月 - ）
  - 「働きながらの治療」篇 と 「妻の支え」篇 で櫻井翔（嵐）と共演